# Best (Familienname)
Best ist ein deutscher, englischer, französischer und niederländischer Familienname.

## Namensträger
- Adolfo Best Maugard (1891–1964), mexikanischer Künstler
- Ahmed Best (* 1973), US-amerikanischer Synchronsprecher, Schauspieler und Musiker
- Anna-Lena Best-Pohl (* 1990), deutsche Triathletin
- Ben Best (1974–2021), US-amerikanischer Drehbuchautor und Schauspieler
- Benjamin Best (* 1976), deutscher Journalist und Autor
- Campbell Best (* 1986), Fußballspieler der Cookinseln
- Carl Conrad Best (1765–1836), hannoverischer Generalmajor
- Charles H. Best (1899–1978), kanadischer Physiologe und Biochemiker
- Charlotte Best (Leichtathletin) (* 1985), britische Leichtathletin
- Charlotte Best (Schauspielerin) (* 1994), australische Schauspielerin
- Clyde Best (* 1951), bermudischer Fußballspieler
- Cor de Best (1918–2006), niederländischer Radrennfahrer
- David Best (* 1943), englischer Fußballtorhüter
- Denzil Best (1917–1965), US-amerikanischer Jazzschlagzeuger
- Edna Best (1900–1974), britische Schauspielerin
- Elke Best (* 1956), deutsche Sängerin
- Elsdon Best (1856–1931), neuseeländischer Anthropologe
- Eve Best (* 1971), britische Schauspielerin und Theaterregisseurin
- Frank Best (* 1964), deutscher Brigadegeneral der Luftwaffe
- Franz Best (1853–1939), deutscher Politiker (NLP), MdL Hessen
- Frida Best (1876–1964), deutsche Malerin und Grafikerin
- Fritz Best (1894–1980), deutscher Maler und Bildhauer
- Gabriela Best (* 1984), argentinische Ruderin
- Geoffrey Best (1928–2018), britischer Historiker
- Georg Best (1855–1946), deutscher Jurist und Politiker (DNVP, VRP)
- Georg Jakob Best (1903–2003), deutscher Maler, Grafiker und Bildhauer
- George Best (1946–2005), nordirischer Fußballspieler
- Gerhard Best (* 1957), deutscher Theologe und Autor
- Gregory Best (* 1964), US-amerikanischer Springreiter und Trainer
- Hans Best (1874–1942), deutscher Maler, Bildhauer, Zeichner und Illustrator
- Hans-Peter Best (* 1955), deutscher Fußballschiedsrichter
- Heinrich Best (* 1949), deutscher Soziologe
- Henk de Best (1905–1978), niederländischer Boxer
- Herbert Best, US-amerikanischer Schriftsteller
- Jacob Best (1786–1861), deutscher Unternehmer und Brauer
- James Best (1926–2015), US-amerikanischer Schauspieler
- James Best (Mediziner), Endokrinologe
- James Calbert Best (1926–2007), kanadischer Diplomat
- Joel Best (* 1946), US-amerikanischer Soziologe und Kriminologe
- John Best (Bischof) († 1570), Bischof von Carlisle
- John Best (Politiker) (1861–1923), kanadischer Politiker
- John Best (Fußballspieler) (1940–2014), englisch-US-amerikanischer Fußballspieler
- John Best (Basketballspieler) (* 1971), US-amerikanischer Basketballspieler
- John O. Best (1912–1996), englischer Fußballschiedsrichter und Verbandsfunktionär
- John R. Best (* 1929), englischer Badmintonspieler
- Johnny Best (John Best; 1913–2003), US-amerikanischer Jazzmusiker
- Justin Best (* 1997), US-amerikanischer Ruderer
- Karl-Heinz Best (* 1943), deutscher Sprachwissenschaftler
- Kathleen Best (* um 1933), englische Tischtennisspielerin
- Kenneth Best (* 1938), liberianischer Journalist
- Leanne Best (* 1979/1980), britische Schauspielerin
- Leon Best (* 1986), irischer Fußballspieler
- Lloyd Algernon Best (Lloyd Best; 1934–2007), Trinidader Journalist und Politiker
- Marjorie Best (1903–1997), US-amerikanische Kostümbildnerin
- Matthew Best (1957–2025), britischer Dirigent
- Meagan Best (* 2002), barbadische Squashspielerin
- Michael Best (* 1956), deutscher Volkswirt
- Neil Best (* 1979), irischer Rugby-Union-Spieler
- Nicole Best (* 1968), deutsche Triathletin
- Otto Ferdinand Best (1929–2008), deutscher Germanist, Lektor und Übersetzer
- Paula Best (1898–1976), deutsche Lehrerin und Schriftstellerin
- Pete Best (* 1941), britischer Schlagzeuger
- Phillip Best (1814–1869), deutscher Brauer und Manager
- Richard Best (Filmeditor) (1916–2004), britischer Filmeditor
- Richard Best (Diplomat) (1933–2014), britischer Diplomat
- Richard Best, Baron Best (* 1945), britischer Peer
- Richard Halsey Best (1910–2001), US-amerikanischer Bomberpilot
- Robert Best (1896–1952), US-amerikanischer Journalist
- Robert Dudley Best (1892–1984), britischer Designer und Leuchtenhersteller
- Rolf Best (1906–1981), deutscher Jurist
- Rory Best (* 1982), irischer Rugby-Union-Spieler
- Sigismund Payne Best (1885–1978), britischer Nachrichtendienstmitarbeiter
- Simon Best (* 1978), irischer Rugby-Union-Spieler
- Skeeter Best (1914–1985), US-amerikanischer Jazzgitarrist
- Ted Best (1917–1992), australischer Sprinter
- Thomas Best (1889–1938), US-amerikanischer Architekt
- Troy L. Best (* 1945), US-amerikanischer Zoologe
- Walter Best (1905–1984), deutscher Germanist, Schriftsteller und SS-Sturmbannführer
- Werner Best (1903–1989), deutscher Jurist, SS-Obergruppenführer und Politiker (NSDAP)
- Werner Best (Mediziner) (vor 1924–2001), deutscher Augenarzt und Hochschullehrer
- Werner Best (Politiker, 1927) (1927–1993), deutscher Politiker (SPD)
- Werner Best (Archäologe) (* 1951), deutscher Archäologe und Konservator
- Wilhelm Best (1859–1939), deutscher Verwaltungsjurist
- William Best, 1. Baron Wynford (1767–1845), britischer Jurist und Politiker
- William Best (Musiker) (Pat Best; 1923–2004), britischer Sänger und Songwriter
- William Thomas Best (1826–1897), britischer Organist
- Willie Best (William Best; 1916–1962), US-amerikanischer Schauspieler
- Ziion Best, amerikanisch-samoanischer Fußballspieler